# Viktor Johansson (bibliotekarie)
Johan Viktor Johansson, född 22 december 1888 i Hammars församling i Örebro län, död 11 november 1967 i Örgryte församling i Göteborg, var en svensk biblioteksman, bibliofil och personhistoriker. Han skrev sig J. Viktor Johansson.

## Biografi
Johansson blev filosofie doktor i Göteborg med avhandlingen Études sur Denis Diderot 1927. Han blev andre bibliotekarie vid Göteborgs stadsbibliotek 1919 och förste bibliotekarie 1930. Åren 1922–1950 var han sekreterare vid Göteborgs högskola.
Utöver doktorsavhandlingen utkom han bland annat med monografierna Den förromantiska balladen i Sverige (1912), Variantexemplar av Stiernhielms Ulfilasedition (1939), Snoilsky som bibliofil (1945) och Från Gutenbergbibeln till Gösta Berlings saga (1952).
Han var känd som en av Sveriges främsta bibliofiler och utkom med en rad böcker om svenska bibliotek, bibliofiler och boksamlare. Själv hade han ett omfattande privatbibliotek med 6 500 böcker och 2 000 småskrifter, främst inom områdena bibliografi, litteraturhistoria och vitterhet, huvudsakligen i första- eller mycket tidiga upplagor. I enlighet med hans önskan (uttryckt och motiverad i hans bok Försvar för boksamlaren, s. 88) såldes biblioteket på en bokauktion efter hans död. Hans specialsamling rörande Viktor Rydberg överlämnades enligt hans testamente till Göteborgs universitetsbibliotek.
Åren 1938–1964 var han sekreterare i Kungl. Vetenskaps- och Vitterhetssamhället i Göteborg och hade därvid till uppgift att varje år parentera akademiens alla ledamöter som avlidit under det senaste året. Detta skedde först genom ett högtidstal och därefter genom utförliga biografiska uppsatser, som samlades och utgavs i tryck. Denna uppgift gjorde honom till en av Sveriges främsta personhistoriker i sin tid inom ämnet kultur- och vetenskapshistoria. I det sammanhanget utgav han levnadsteckningar över bland andra  Verner von Heidenstam (1943), Torgny Segerstedt (1946), Axel L. Romdahl (1953), Otto Sylwan (1956) och Sven Lönborg (1961).
Johansson invaldes som ledamot av Samhället 1935 och blev ledamot av Samfundet för utgivande av handskrifter rörande Skandinaviens historia 1954.
Johansson gjorde också betydelsefulla studier i svenskt och franskt tidskriftsväsen på 1700-talet.